# New Yorker Sklavenaufstand 1712
Der New Yorker Sklavenaufstand 1712 war ein Aufstand in New York City von 23 versklavten Afrikanern, die neun Weiße töteten und sechs verwundeten. Der Aufstand wurde blutig niedergeschlagen.

## Ereignisse
Die Bedingungen in New York waren für die Rebellion gut geeignet. Versklavte Afrikaner lebten in Nähe zueinander, was die Kommunikation vereinfachte. Sie arbeiteten auch oft mit ehemaligen Sklaven zusammen, eine Situation, die es auf den meisten Plantagen nicht gab. Sklaven in der Stadt kommunizierten miteinander und konnten sich so gegen ihre Besitzer verschwören.
Die Männer versammelten sich in der Nacht des 6. April 1712 und zündeten ein Gebäude auf Maiden Lane in der Nähe des Broadway an. Während die weißen Kolonisten versuchten, das Feuer zu löschen, griffen die versklavten Afrikaner sie an und flohen.

## Folgen
Siebzig Schwarze wurden verhaftet und ins Gefängnis gesteckt. Sechs begingen, Berichten zufolge, Suizid. Siebenundzwanzig wurden vor Gericht gestellt, einundzwanzig von ihnen wurden für schuldig befunden und zum Tode verurteilt. Zwanzig wurden lebendig verbrannt und einer gerädert. Das war eine Form der Bestrafung, die bei Weißen zu dem Zeitpunkt nicht mehr angewendet werden durfte.
Nach dem Aufstand wurden Gesetze erlassen, die das Leben der Schwarzen in New York einschränkten. Afro-Amerikaner durften sich nicht in Gruppen von mehr als drei Personen versammeln, sie durften keine Schusswaffen tragen und ihnen wurde das Glücksspiel verboten. Andere Straftaten wie Sachbeschädigung, Vergewaltigung und die Verschwörung zu töten, wurden mit dem Tode bestraft. Freie Schwarze durften kein eigenes Land mehr besitzen. Sklavenhalter, die Sklaven entlassen wollten, mussten eine Strafsteuer von £ 200 bezahlen, ein Preis, der viel höher als der Preis eines Sklaven war.